# Droga wojewódzka nr 609
Droga wojewódzka nr 609 (DW609) – droga wojewódzka w północnej Polsce w województwie warmińsko-mazurskim przebiegająca przez teren powiatów mrągowskiego i piskiego. Droga ma długość 16 km. Łączy Mikołajki  z miejscowością Ukta.

## Przebieg drogi

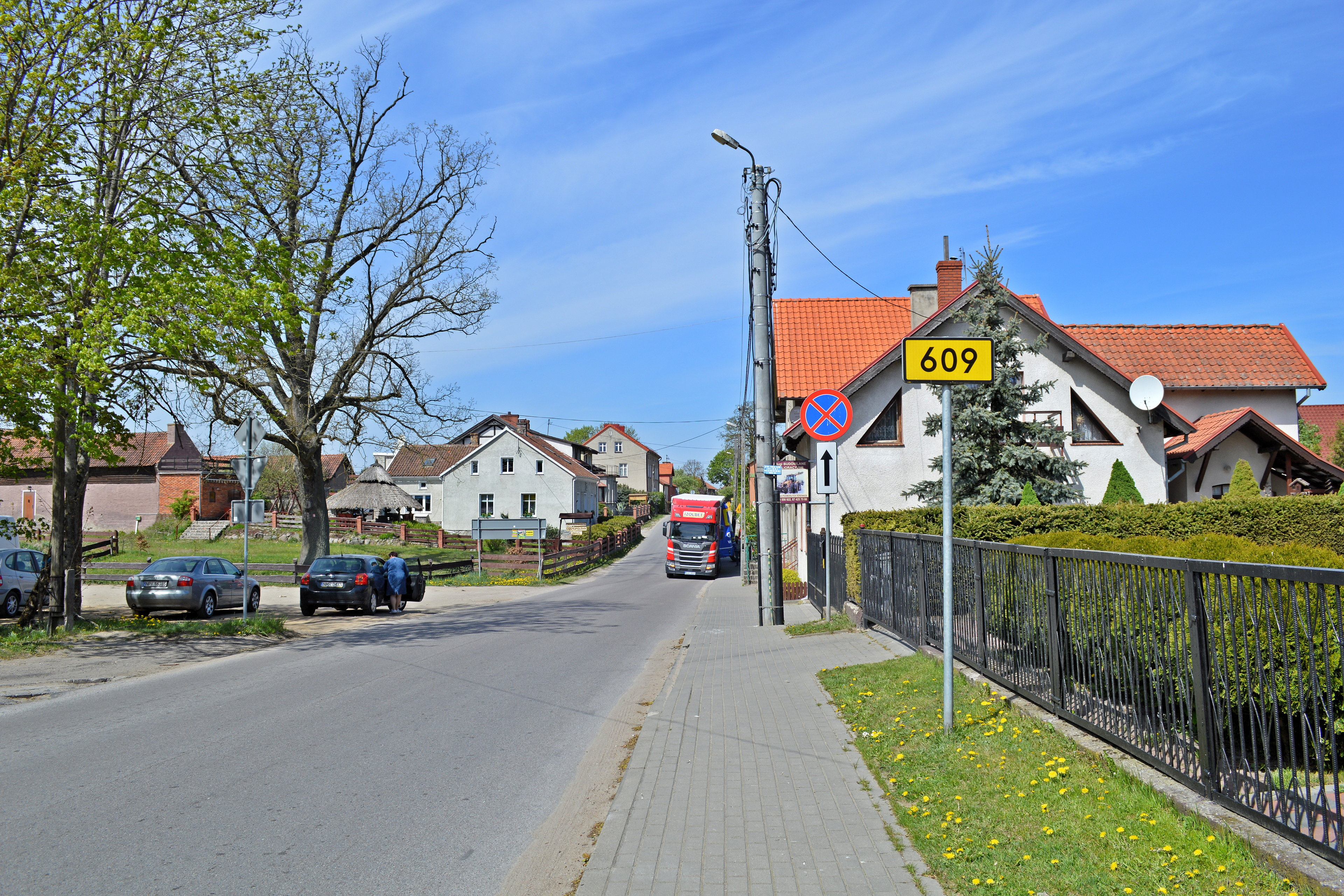
Droga wojewódzka nr 609 (DW609) w Ukcie.

Droga rozpoczyna się w Mikołajkach, gdzie odchodzi od drogi krajowej nr 16. Następnie kieruje się w stronę południowo - zachodnią i po 16 km dociera do miejscowości Ukta, gdzie dołącza się do drogi wojewódzkiej nr 610. Droga przebiega przez teren Mazurskiego Parku Krajobrazowego

## Miejscowości leżące przy trasie DW609
- Mikołajki
- Bobrówko
- Nowa Ukta
- Ukta